# Elwira Seroczyńska
Elwira Seroczyńska (Potapowicz), née le 1er mai 1931 à Vilnius et morte le 24 décembre 2004 à Londres, est une patineuse de vitesse polonaise.
Aux Jeux olympiques d'hiver de 1960 à Squaw Valley, elle obtient la médaille d'argent sur 1 500 m, devant sa compatriote Helena Pilejczyk. La Polonaise participe aussi aux Jeux d'hiver de 1964.